# Terremoto di Bam del 2003
Il terremoto di Bam è stato un evento sismico di magnitudo 6,6 gradi della scala Richter avvenuto il 26 dicembre 2003 nella città di Bam (Iran), che fu semidistrutta.
La scossa distruttiva si verificò alle ore 1:56 UTC del 26 dicembre, con una profondità di 15 km, l'agenzia dell'United States Geological Survey registrò una magnitudo pari a 6,6: questo valore venne confermato anche da numerosi sismografi, mentre l'epicentro venne localizzato a circa 10 km a sud-est della cittadella di Bam. La maggior parte della distruzione causata dal terremoto fu in un raggio ampio ben 16 chilometri, e ad andare danneggiate, diverse città della provincia di Kerman.
Quasi 30 scosse di assestamento vennero registrate nelle ore e nei giorni successivi al disastro; alcune di esse vennero avvertite a grande distanza in diverse città della contea, da molta della popolazione iraniana.
Da allora la fortezza della città, Patrimonio dell'umanità, è stata dichiarata "in pericolo" dall'UNESCO.

## Danni e vittime
Ingenti danni subì la fortezza di Bam, poiché molti degli edifici al suo interno erano stati costruiti con mattoni di fango, alcuni dei quali non conformi alle norme sismiche stabilite nel 1989 dallo stato stesso.
Sin dall'inizio le operazioni di soccorso degli Stati Uniti offrirono aiuti economici per la ricostruzione e soprattutto aiuti diretti ai 30.000 feriti accertati sul sito del terremoto.
Secondo le autorità iraniane il sisma ha causato almeno 40-50.000 morti, ma le stime parlano di 25-30.000 morti.